# Engelbrachtinghausen
Engelbrachtinghausen war eine Dorfsiedlung, die in der heutigen Gemarkung von Sachsenberg im nordhessischen Landkreis Waldeck-Frankenberg vermutet wird. Weder die genaue Lage des Orts, noch der Zeitpunkt seiner Aufgabe sind bekannt, und zur Geschichte der Siedlung ist außer einigen Zehnt-Belehnungen nahezu nichts bekannt.
Der Ortsname erschien im Laufe der Jahrhunderte in wechselnder Schreibweise: Engelbrachtessen (1267), Engelbrachtingshusen (1331), Engelbartinchusen (1332–1344), Engelbrachtshusen (um 1365), Engilbrechtessen (1409), Engelbrachtsen (1458), Engelbrechsen (1514) und Engelberschen (1531). Ob sich dies aber in jedem Fall auf diesen Ort oder auf Engelbritzen bei Viesebeck bezieht, ist nicht unumstritten.
Im Jahr 1301 wird bekundet, dass die Edelherren von Grafschaft den dortigen Zehnten als Lehen der Grafen von Waldeck innehatten. Auch 1365 ist dies noch der Fall. Im Jahre 1406 ging dieses Lehen an Broseke (Ambrosius) von Viermünden zu Nordenbeck.
Auch eine im Jahre 1325 erfolgte Belehnung durch Konrad von Itter an Hildebrand Schilder mit 15 Hufen zu Engelbrachtinghausen und der Hälfte des darauf ruhenden Zehnten und die dann folgende Verpfändung für 150 Mark Silber an den Grafen Heinrich IV. von Waldeck bezieht sich sicherlich auf Engelbrachtinghausen – und nicht auf Engelbritzen, wie in der Online-Version des Historischen Ortslexikons Hessen dargestellt. Das Gleiche gilt für den 1331 erfolgten Verzicht Johanns und Heinrichs von dem Bifange zu Gunsten des Grafen Heinrich von Waldeck auf den Zehnten und alle Güter in Nieder-Bifangen, mit Ausnahme der Güter in Engelbrachtinghausen.